# Tephrosia linearis
Tephrosia linearis là một loài thực vật có hoa trong họ Đậu. Loài này được (Willd.) Pers. miêu tả khoa học đầu tiên.